# 34. SS-Freiwilligen-Grenadier-Division „Landstorm Nederland“
Die 34. SS-Freiwilligen-Grenadier-Division „Landstorm Nederland“ war eine Freiwilligen-Einheit der niederländischen Schutzstaffel (SS). Sie wurde mit Befehl vom 10. Februar 1945 in den Niederlanden aus der SS-Freiwilligen-Grenadier-Brigade mit den SS-Freiwilligen-Grenadier-Regimentern 83 und 84 gebildet und der deutschen 15. Armee zum Kampfeinsatz unterstellt. Im Rahmen des XXX. Armeekorps war sie am Rückzug von Eindhoven nach Arnheim beteiligt. Am 5. Mai 1945 ergab sich die Division im Raum nordwestlich Oosterbeek der britischen 49. Infanterie-Division.

## Ursprung und Entstehung
Nach der deutschen Besetzung der Niederlande im Mai 1940 wurden in Zusammenarbeit mit Anton Mussert, dem Führer der Nationaal-Socialistische Beweging (NSB), durch den Höheren SS- und Polizeiführer Nordwest, SS-Obergruppenführer Hanns Albin Rauter, Freiwilligenverbände als Hilfspolizei aufgestellt, die als Landwacht Niederlande bezeichnet wurden. Am 11. März 1943 wurde die Landwacht zum SS-Grenadier-Regiment 1 „Landwacht Niederlande“ zusammengefasst. Die Einheit sollte vor allem als Bereitschaftspolizei und zur Landesverteidigung eingesetzt werden und war dem Befehlshaber der Waffen-SS in den Niederlanden, SS-Gruppenführer Karl Demelhuber unterstellt.

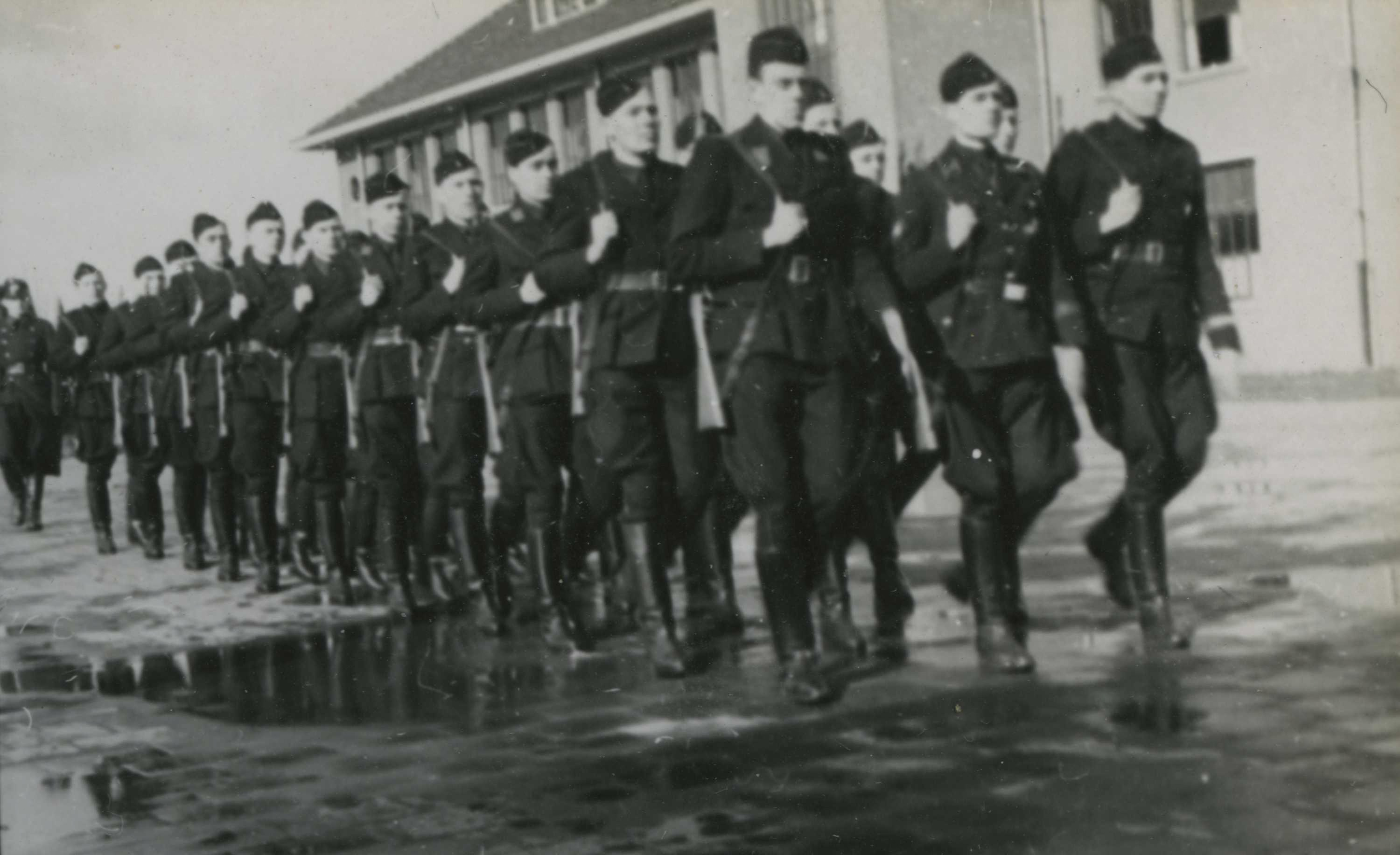
SS-Landwacht Niederlande, 1944

Am 16. Oktober 1943 wurde die 2400 Mann starke Einheit in „Landstorm Nederland“ umbenannt und die Angehörigen drei Tage später auf Adolf Hitler vereidigt, ältere Freiwilligen wurden in die so genannte Stadt- und Landwacht überführt. Da das Regiment – wie fast alle Freiwilligen-Einheiten – unter chronischem Führermangel litt, wurden im Januar 1944 300 Veteranen der 5. SS-Panzer-Division „Wiking“ bzw. der 11. SS-Freiwilligen-Panzergrenadier-Division „Nordland“ als Führer und Unterführer an das Regiment überstellt. Am 2. November 1944 wurde das Regiment als SS-Freiwilligen-Regiment 83 „Landstorm Nederland“ (niederländisches Nr. 3) zum ersten Regiment der im Raum Apeldoorn neu gebildeten SS-Freiwilligen-Grenadier-Brigade „Landstorm Nederland“.
Das zweite Regiment der Brigade, das SS-Freiwilligen-Regiment 84 „Landstorm Nederland“ (niederländisches Nr. 3), wurde zur gleichen Zeit aus dem SS-Wachbataillon 3 Nordwest und Angehörigen weiterer niederländischer SS- und Polizeieinheiten, sowie Rekruten des „Jeugdstorm“, der Jugendorganisation der NSB, gebildet.
Gleichzeitig mit anderen Freiwilligen-Verbänden wurde die Brigade im Februar 1945 zur Division umgegliedert, was allerdings lediglich auf dem Papier geschah. Tatsächlich hatte auch die 34. SS-Freiwilligen-Grenadier-Division „Landstorm Nederland“ (niederländische Nr. 2) höchstens Brigadestärke.

## Kampfeinsatz

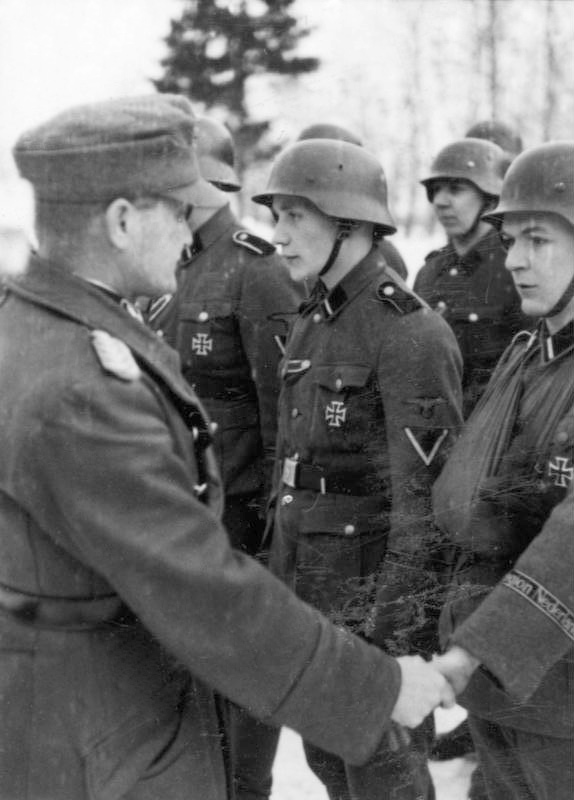
Gruppenführer Fritz von Scholz gratuliert dem verwundeten Gerardus Mooyman zur Vernichtung von 13 Feindpanzern am Ladogasee

Nach der alliierten Landung in der Normandie und dem Vorstoß nach Holland wurde das SS-Grenadier-Regiment 1 „Landstorm Nederland“ Anfang September 1944 zur Verteidigung des Albert-Kanals nach Belgien verlegt, wo es sich nach kurzen heftigen und für das Regiment verlustreichen Kämpfen zurückziehen musste. Beim Vorstoß des britischen XXX. Armee-Korps auf Arnheim (Operation Market Garden) wurde ein Bataillon des Landstorms im Verband der Alarmeinheiten der 9. SS-Panzer-Division „Hohenstaufen“ (Sperrverband Harzer) gegen die alliierten Truppen eingesetzt. Am 22. September 1944 griff der Sperrverband die polnische Fallschirmjäger-Brigade an, die zu den eingeschlossenen britischen Luftlandetruppen in Arnheim durchbrechen wollte, und ging dann gegen die Reste der britischen 1. Luftlande-Division in Oosterbeek vor.
Der im November 1944 neu gebildeten Brigade wurden Verteidigungsstellungen an Rhein und Waal zugewiesen. Im Februar 1945 zur Division umgebildet, leistete die Einheit bis 5. Mai 1945 den vordringenden Alliierten Widerstand, obwohl die Moral schwand und zahlreiche Angehörige desertierten. In der Endphase des Krieges kam es zu zahlreichen Übergriffen auf die Zivilbevölkerung. Die Überlebenden der Division wurden nach dem Krieg als Kollaborateure behandelt und inhaftiert, einige fielen spontanen Racheaktionen zum Opfer.

## Kriegsverbrechen
Sowohl die Vorgängereinheiten als auch die 34. SS-Freiwilligen-Grenadier-Division „Landstorm Nederland“ waren in die Verbrechen der deutschen Besatzungsmacht verstrickt. Insbesondere das Wachbataillon „Nordwest“ war an der Verfolgung und Ermordung von Juden und Andersdenkenden beteiligt. Aber auch die Angehörigen des Landstorm-Regiments zögerten nicht, an Repressalien gegen die Zivilbevölkerung teilzunehmen, darunter der Erschießung von gefangen genommenen Bewohnern des versteckten Dorfes (Verscholen Dorp), teils noch im Kindesalter. Die beiden Regimenter waren bis zu ihrem Wechsel zur Waffen-SS dem Höheren SS- und Polizeiführer Nordwest unterstellt, dienten als Unterdrückungsinstrument gegen die niederländische Bevölkerung und wurden bei der Bewachung von Konzentrationslagern eingesetzt. Obwohl ein Großteil der Angehörigen beider Formationen der Nederlandsche SS angehörte, meldeten sich auch viele junge Niederländer, um so der Zwangsarbeit in Deutschland zu entgehen.

## Unterstellung
- September/Oktober 1944 (SS-Gren.Rgt. 1 „Landstorm Nederland“) LXXXVIII. Armee-Korps
- November 1944 bis Februar 1945 XXX. AK, 15. Armee
- März bis Mai 1945 XXX. AK, 25. Armee

## Gliederung
- SS-Freiwilligen-Grenadier-Regiment 83 (niederländisches Nr. 3) (I. und II.)
- SS-Freiwilligen-Grenadier-Regiment 84 (niederländisches Nr. 4) (I. und II.)
- SS-Artillerie-Regiment 34 (I. und II.)
- SS-Panzerjäger-Abteilung 34
- SS-Pionier-Kompanie 60
- SS-Nachrichten-Kompanie 60
- SS-Verwaltungs-Kompanie 60
- SS-Veterinärs-Kompanie 60
- SS-Sanitäts-Kompanie 60
- SS-Feldersatz-Bataillon 34
- SS-Versorgungstruppen 60
- SS-Feldpostamt 60
- SS-Feldgendarmerie-Trupp 60

(Die Nr. 60 war an Einheiten der vormaligen SS-Freiwilligen-Grenadier-Brigade Landstorm Nederland vergeben worden und bei der Umgliederung teilweise in 34 geändert worden. Beide Nummern waren gebräuchlich.)

## Kommandeur
- 2. November 1944 bis 8. Mai 1945: SS-Oberführer Martin Kohlroser